# Charles Morel (militaire)
Pour les articles homonymes, voir Charles Morel (homonymie) et Morel.
Charles Morel, né le 26 juin 1916 à Bologne (Haute-Marne) et mort le 30 décembre 2015 à Thonon-les-Bains, est un militaire français, principalement connu pour avoir été, en 1944, l’une des figures du maquis du Vercors.

## Biographie
Charles Morel commence sa carrière militaire en 1939 en tant que lieutenant dans la gendarmerie, à Valence. Il rejoint la section de Saint-Marcellin dans l’Isère, en novembre 1942. Durant la Seconde Guerre mondiale, en 1944, il est l’une des figures du maquis du Vercors qu'il avait rejoint avec une quarantaine de gendarmes dont cinq ont été exécutés par les Allemands. Il sert également sous les ordres du général Jean de Lattre de Tassigny dans les Vosges et participe en tant que numéro 2 du bataillon des Chambarans à la libération de Lyon en 1944.
À la Libération, il poursuit sa carrière en tant que commandant de la compagnie de Grenoble, puis occupe plusieurs postes de commandement, notamment à Grenoble, à Bourges, puis en Algérie. Il devient en effet lieutenant-colonel à Alger : après l'indépendance, c'est lui qui assure le retour des gendarmes vers la métropole.
À la suite de cette brillante carrière dans la gendarmerie, il devient en 1975 le premier général de brigade, puis de division en tant que commandant de la région de gendarmerie à Metz de 1971 à 1978. Il se retire finalement, en 1978, à Thonon-les-Bains.
Titulaire de la médaille de la Résistance française et de la Croix de Guerre 1939-1945, Charles Morel a été fait en 2001 grand officier de la Légion d'honneur par le président Jacques Chirac.
Il meurt le 30 décembre 2015 à l'âge de 99 ans à l'hôpital de Thonon. Ses obsèques sont célébrées avec les honneurs militaires le 6 janvier 2016 en l'église Notre-Dame-de-l'Assomption d'Évian-les-Bains,.
Le 26 juin 2018 une stèle à sa mémoire a été dévoilée sur un square baptisé du nom du général Charles Morel, situé en face de la gendarmerie de Saint-Marcellin.

## Distinctions
- Grand-officier de la Légion d'honneur (2001, décoration remise par Jacques Chirac)
- Chevalier des Palmes académiques
- Croix de guerre 1939-1945 avec une citation à l'ordre de l'armée et deux citations à l'ordre du corps d'armée
- Médaille des blessés de guerre
- Médaille de la Résistance française
- Croix du combattant volontaire de la guerre 39-45
- Croix du combattant volontaire de la Résistance
- Croix du combattant
- Médaille commémorative française 39-45 agrafes "France", "Libération" et "Allemagne"
- Médaille commémorative français Afrique du Nord agrafe "Algérie"
- Officier de l'ordre de l'étoile noire du Bénin
- Officier de l'ordre de l'étoile d'Anjouan
- Officier de l'ordre du Nichan Iftikhar tunisien
- Officier de l'ordre de Ouissam Alaouite